# 疣天麻
疣天麻（学名：Gastrodia tuberculata）为兰科天麻属下的一个种。

## 扩展阅读
- 維基物種上的相關：疣天麻